# Manaquí olivaci
El manaquí olivaci (Xenopipo uniformis) és un ocell de la família dels píprids (Pipridae).

## Hàbitat i distribució
Habita espesures a la sabana i bosc de les terres baixes del sud de Veneçuela, oest de Guyana i nord del Brasil.